# Zvishavane
Zvishavane (ex-Shabani) est une ville du Zimbabwe située dans la province des Midlands. Sa population est estimée à 36 272 habitants en 2007.
La ville fut d'abord appelée "Shabani", dérivé du mot ndébélé shavani. Elle fut rebaptisée "Zvishavane" en 1982, terme dérivé d'un mot shona (zvikomo zvishava) signifiant "collines rouges".

## Personnalités célèbres
Emmerson Mnangagwa (1942-), Deuxième président du Zimbabwe depuis 2017.

## Source
- (en) Cet article est partiellement ou en totalité issu de l’article de Wikipédia en anglais intitulé « Zvishavane, Zimbabwe » (voir la liste des auteurs).